# Río Sviyaga
El río Sviyaga (en ruso: Свияга Sviyaga; en tártaro: Зөя, Zöyä ; en chuvasio: Сĕве) es un río de Rusia, afluente por la derecha del Volga.

## Geografía
El río discurre por el óblast de Uliánovsk y la república de Tartaristán. Tiene una longitud de 375 km e irriga una cuenca de 16.700 km². Su caudal medio es de 34 m³/s a 26 km de la desembocadura.
Naace al sudeste de Barysh. El Sviyaga desemboca en el embalse de Kuibyshev, cerca de Sviyazhsk. Se congela de noviembre-diciembre a abril-mayo.
Atraviesa la ciudad de Uliánovsk, situada a orillas del Volga.
El castillo de Sviyazhsk se remonta a 1551 y se encuentra en una isla del embalse de Kuibyshev.